# آکیهیکو ماتسودا
آکیهیکو ماتسودا (انگلیسی: Akihiko Matsuda؛ زادهٔ ۲۲ ژوئن ۱۹۶۵) بازیکن والیبال اهل ژاپن بود.